# مسابقات فرمول یک فصل ۱۹۷۰
مسابقات فرمول یک فصل ۱۹۷۰ در سال ۱۹۷۰ میلادی برگزار شد. در این مسابقات جیسون رینت (به انگلیسی: Jochen Rindt) از تیم لوتوس و با خودروی فورد به قهرمانی رسید وی که در آغاز مسابقه در خط ۳ قرار داشت، بهترین زمان خود را در دور ۱ به دست آورد و در مجموع صاحب ۴۵ امتیاز شد.